# Carlin Isles
Carlin Isles (født 12. november 1989) er en amerikansk rugbyspiller fra Massillon, Ohio. Han spiller for øjeblikket på det amerikanske syvmands rugby landshold.
Carlin Isles anses for at være verdens hurtigste rugbyspiller. Før han begyndte at spille rugby, dyrkede han atletik, hvor han blev noteret for at løbe 100 meter på 10,24 sekunder, hvilket gjorde ham til nr. 36 på den amerikanske sprinterliste.
Som rugbyspiller begyndte han som amatørspiller i 2013 i den amerikanske klub Gentlemen of Aspen RFC, der spiller syvmands rugby. I marts 2014 skiftede han til den professionelle rugbyklub Glasgow Warriors, der spiller 15 mands rugby.

## Eksterne links
- Fast track grantland.com
- Carlin Isles' profil på Sports-Reference OL-resultater (arkiveret) (engelsk)
- Carlin Isles' profil på Olympedia (engelsk)
- Carlin Isles' profil hos USA's Olympiske Komité
- Carlin Isles' profil hos IAAF (engelsk)
- Carlin Isles' profil hos All-Athletics.com (engelsk)
- Carlin Isles' profil hos World Rugby Sevens Series (engelsk)
- Carlin Isles' profil hos Its Rugby (engelsk)
- Carlin Isles' spillerprofil på ESPN Scrum (engelsk)